# Deaflympics d'été de 1949
Les Deaflympics d'été de 1949, officiellement appelés les VI International Silent Games d'été, ont eu lieu du 12 au 16 août 1949 à Copenhague, au Danemark.
Ces Jeux ont rassemblé 391 athlètes de 14 pays qui ont participé à sept sports et neuf disciplines pour un total de cinquante-et-une épreuves officielles.

## Événement
Après la Seconde Guerre mondiale, le comité international des sports des Sourds (CISS) a organisé deux Deaflympics : les Deaflympics d'hiver de 1949 (alors nouvellement créés en janvier), et les Deaflympics d'été de 1949.

## Sport
Les Deaflympics d'été de 1949 comportent neuf disciplines dont six individuelles et trois en équipe.

### Sports individuels
- Athlétisme
- Cyclisme sur la route
- Natation
- Plongeon
- Tennis
- Tir sportif

### Sports en équipe
- Basket-ball
- Football
- Water-polo

## Pays participants
Les Deaflympics d'été de 1949 ont accueilli 391 athlètes de 14 pays: 
- Italie
- Belgique
- France
- Norvège
- États-Unis
- Suède
- Danemark
- Royaume-Uni
- Finlande
- Autriche
- Tchécoslovaquie
- Suisse
- Pays-Bas
- Yougoslavie

## Compétition

### Tableau des médailles
- Pays organisateur (Danemark)

| Rang    | Nation          | Or | Argent | Bronze | Total |
| ------- | --------------- | -- | ------ | ------ | ----- |
| 1       | Danemark        | 11 | 9      | 10     | 30    |
| 2       | Finlande        | 11 | 6      | 8      | 25    |
| 3       | Pays-Bas        | 7  | 5      | 1      | 13    |
| 4       | Suède           | 6  | 14     | 6      | 26    |
| 5       | Norvège         | 5  | 3      | 6      | 14    |
| 6       | Royaume-Uni     | 5  | 1      | 0      | 6     |
| 7       | France          | 4  | 6      | 4      | 14    |
| 8       | Belgique        | 1  | 3      | 1      | 5     |
| 9       | Italie          | 1  | 1      | 3      | 5     |
| 10      | Suisse          | 0  | 1      | 3      | 4     |
| 11      | États-Unis      | 0  | 1      | 0      | 1     |
| 12      | Tchécoslovaquie | 0  | 0      | 2      | 2     |
| 13      | Yougoslavie     | 0  | 0      | 1      | 1     |
| 14      | Autriche        | 0  | 0      | 0      | 0     |
| Total： | Total：         | 51 | 50     | 45     | 146   |

### La France aux Deaflympics
Il s'agit de sa 6e participation aux Deaflympics d'été. 34 athlètes français étaient venus pour concourir sous le drapeau français, et ils ont pu remporter quatre médailles d'or, six médailles d'argent et quatre médailles de bronze.